# Ventrivomerini
Tribu
Les Ventrivomerini sont une tribu d'opilions laniatores de la famille des Cranaidae.

## Distribution
Les espèces de cette tribu se rencontrent en Amérique du Sud.

## Liste des genres
Selon World Catalogue of Opiliones (12/08/2021) :
- Bucayana Mello-Leitão, 1942
- Neocranaus Roewer, 1913
- Nieblia Roewer, 1925
- Ventripila Roewer, 1917
- Ventrivomer Roewer, 1913

## Publication originale
- Villarreal & Kury, 2021 : « Restructuring the taxonomic hierarchy within and around Cranaidae Roewer, 1913 (Opiliones: Gonyleptoidea). ».